# Архитектурен брутализъм
Брутализъм (с този термин обикновено се означава новият брутализъм или необрутализмът, на английски: neobrutalism) e направление и стил в архитектурата от периода 1950 – 1970 г., първоначално възникнало във Великобритания, едно от направленията на следвоенния архитектурен модернизъм.
Стилът е дело на британските архитекти Алисън и Питър Смитсън, след което се разпространява из почти цяла Европа и по света, включително и в САЩ, Канада, Япония, Бразилия, скандинавските страни и СССР, Югославия и България.
Терминът произлиза от френското béton brut – „необработен бетон“ и за първи път е използван от шведския архитект Ханс Асплунд през 1950 г. Получава световна известност най-вече благодарение на британския архитектурен критик Райнер Бен, който го употребява, разпространява и налага посредством своята книга „Новият брутализъм – етика или естетика?“ (от 1955 г.).
Обикновено брутализмът се налага в авангардния екстериор на административните и обществените сгради от периода на студената война – и от двете страни на Берлинската стена. Характеризира се с функционалност, архитектурна урбанистичност (масивни форми), смели и сложни композиционни градоустройствени решения и подходи, естествени строителни материали и смеси – без декорации, в интернационален стил.
Сред най-добрите образци на архитектурния брутализъм в България са следните сгради:
- Зала „Фестивална“ (1968 г.), гр. София
- Зала „София“ (1968 г.), гр. София;
- Дипломатически блокове (1973 г.), ул. Жолио Кюри, кв. Изток, гр. София;
- Централна гара София (1974)
- Национален дворец на културата – строежът е част от инициативите през 1981 г. за отбелязване на 1300 години от създаването на Първата българска държава;
- Монумент „Камбаните“ (1979), София;
- Паметник „Създатели на българската държава“ (1981 г.), също „1300 години България“, Шумен – архитектурен комплекс посветен на 1300-годишнината от създаването на българската държава;
- Паметник на Бузлуджа, официално име Дом паметник на БКП (1981 г.);
- Голяма волиера, зона за мечки и др. в Софийски зоопарк (1982 г.);
- Спортен комплекс „Червено знаме“, София (1985)
- Дом 2 на Международния дом на журналистите, Варна.